# ميشيل هونزيكر
ميشيل إيفون هونزيكر (بالإيطالية: Michelle Hunziker)‏ (ولدت في 24 يناير 1977) مضيفة تلفزيونية، ممثلة، عارضة أزياء ومغنية سويسرية-هولندية ومواطنة إيطالية.

## السيرة الذاتية
عٌرفت ميشال سنة 1998 بعد زواجها بالموسيقي الإيطالي إروس رامادزوتي، كما أنها مشهورة في كل من ألمانيا وإيطاليا وذلك راجع لتقديمها للعديد من البرامج هناك.
لم يدم زواجها طويلا، حيث انفصلت عن إروس سنة 2002، وواصلت تربية ابنتها الصغيرة التي وٌلدت سنة 1996 (قبل زواجهما بسنتين).

## أفلام
| السنة | عنوان الفيلم       | العنوان الأصلي     | المخرج          |
| ----- | ------------------ | ------------------ | --------------- |
| 2000  | أليكس لارياط       | Alex l'ariete      | داميانو دامياني |
| 2002  | ناتالي في كروزيريا | Natale in crociera | نيري بارونتي    |
| 2008  | ناتالي في ريو      | Natale in Rio      | نيري بارونتي    |

## روابط خارجية
- الموقع الرسمي
- ميشيل هونزيكر على موقع IMDb (الإنجليزية)
- ميشيل هونزيكر على موقع روتن توميتوز (الإنجليزية)
- ميشيل هونزيكر على موقع مونزينجر (الألمانية)
- ميشيل هونزيكر على موقع ألو سيني (الفرنسية)
- ميشيل هونزيكر على موقع ميوزك برينز (الإنجليزية)
- ميشيل هونزيكر على موقع تيرنر كلاسيك موفيز (الإنجليزية)
- ميشيل هونزيكر على موقع أول موفي (الإنجليزية)
- ميشيل هونزيكر على موقع ديسكوغز (الإنجليزية)
- ميشيل هونزيكر على موقع قاعدة بيانات الفيلم (الإنجليزية)
- ميشيل هونزيكر على موقع كينوبويسك (الروسية)